# Азагайя
Эдсон Амандиу Мариа Лопиш да Луш (порт. Edson Amândio Maria Lopes da Luz, более известный под творческим псевдонимом Азагайя (порт. Azagaia — «Боевое копьё»); 6 мая 1984, Намаача — 9 марта 2023, Мапуту) — мозамбикский музыкант и левый общественный деятель, «самый влиятельный рэпер» страны.
В своём творчестве и общественной деятельности придерживался левых взглядов, критиковал современные власти Мозамбика за отход и предательство идеалов национально-освободительной и антиколониальной борьбы ФРЕЛИМО, сформулированных Самора Машелом.

## Ранний период жизни
Азагайя родился в Намааче, провинция Мапуту, недалеко от границы Мозамбика с Эсватини. Его мать была мозамбикским торговцем, а отец был учителем родом из Кабо-Верде. Когда ему было десять лет, Азагайя переехал в Мапуту, столицу Мозамбика, где окончил среднюю школу, прежде чем продолжить изучать геологию в университете Эдуардо Мондлане.

## Музыкальная карьера
Сценический псевдоним Азагайи происходит от португальского термина, обозначающего ассегай, древковое оружие, обычно использовавшееся по всей Африке до того, как на континенте появилось огнестрельное оружие. Азагайя сказал, что видел сходство между собой и оружием, называя себя «боевым» и идущим «прямо к своим целям».
Азагайя впервые начал выступать в возрасте 13 лет, когда он присоединился к группе Dinastia Bantu вместе с MC Escuda; они выпустили один альбом «Siavuma» в 2005 году.
10 ноября 2007 года Азагайя выпустил свой первый сольный альбом «Babalaze», выпущенный лейблом Cotonote Records. Альбом побил местные рекорды продаж в день его выпуска и включал синглы «Eu não paro» (русский: «Я не останавливаюсь») и «Alternativos» (русский: «альтернативы»), последний из которых показал Португальский политический хип-хоп исполнитель Valete. Balabaze был известен своим лирическим содержанием, большая часть которого содержала критику правительства Мозамбика, что привело к тому, что многие из его песен не транслировались на государственных каналах СМИ. Песня «As mentiras da verdade» (русский: «ложь правды») вызвала споры из-за своей политической лирики, и с момента ее публикации эта фраза стала популярным лозунгом, используемым в протестах против правительства в Мозамбике. Сингл «A marcha» (русский: «Марш»), в котором Азагайя призвал молодых мозамбикцев присоединиться к борьбе против бесхозяйственности и коррупции со стороны правительства, побил местные рекорды продаж синглов.
В период с 2007 по 2013 год Азагайя выпустил несколько синглов, многие из которых носили откровенно политический характер. «Combatentes de fortuna» (русский: «удачливые бойцы»), выпущенный в 2009 году, был описан как вдохновленный продолжающимися гражданскими беспорядками в Зимбабве; несмотря на то, что песня подверглась цензуре, она стала самым просматриваемым видеоклипом в истории мозамбикской рэп-музыки. Сингл 2010 года «Arriiii» был ответом на арест Момаде Башира Сулемана в Соединённых Штатах по обвинению в торговле наркотиками; Сулемане была известным мозамбикским предпринимателем, и в песне Азагайя затрагиваются проблемы незаконного оборота наркотиков, уклонения от уплаты налогов и убийств в Мозамбике. В 2012 году Азагайя выпустил песню «Emboscada» (русский: «засада»), в которой он рассматривает потенциальную повторную эскалацию затянувшегося конфликта между воинственной группой РЕНАМО и правящей партией ФРЕЛИМО.
В 2013 году, после трёх лет производства, второй сольный альбом Азагайи, Cubaliwa, был выпущен лейблом Kongoloti Records. В альбоме приняли участие такие музыканты, как Стюарт Сукума, Дама ду Блинг, Банда Ликути, Рас Хайтрм, Джулия Дуарте и MCK. Азагайя отметил, что в то время как Бабалазе сосредоточился на бедах политиков, Кубалива обратился к ответственности граждан за осуществление перемен. Азагайа продвигал альбом, отправившись в тур Bem-vindos ao Cubaliwa, выступая с группой Os Cortadores de Lenha.
В мае 2016 года, после периода отсутствия из-за проблем со здоровьем, Азагайя через два года выступил публично, дав концерт в Coconuts в Мапуту.

## Проблемы со здоровьем и смерть
В 2014 году Азагайя объявил, что у него диагностирована опухоль головного мозга, и начал интернет-сбор средств «Помогите Азагайа», который в конечном итоге собрал 79 020 метикалов для финансирования операции по удалению опухоли. В октябре 2014 года Азагайя поехал в Индию, где ему успешно удалили опухоль.
Умер 9 марта 2023 года в своём доме в Мапуту из-за осложнений, связанных с эпилепсией. Ему было 38 лет.